# Stéphanie Trognon
Pour les articles homonymes, voir Trognon (homonymie).
Stéphanie Trognon, née le 18 février 1976 à Thionville, est une footballeuse internationale française évoluant au poste de milieu de terrain, devenue entraîneuse.

## Carrière

### Carrière en club
Stéphanie Trognon joue de 1994 à 1997 à l'ASPTT Strasbourg, puis de 1998 à 2004 au SC Schiltigheim. Elle joue ensuite de 2004 à 2007 au Cercle sportif Mars Bischheim 1905, et enfin de 2007 à 2011 au FC Vendenheim,. 

### Carrière en sélection
Stéphanie Trognon compte sept sélections en équipe de France entre 1997 et 1998.
Elle joue son premier match en équipe nationale le 7 mai 1997, en amical contre la Norvège (match nul 0-0). Elle participe ensuite au championnat d'Europe 1997 organisé en Norvège et en Suède. Lors de cette compétition, elle joue trois matchs : contre l'Espagne, la Russie, et la Suède. Elle reçoit sa dernière sélection le 24 septembre 1998, contre la Norvège (défaite 6-0).

### Carrière d'entraîneuse
En 2013, un an et demi après sa retraite de joueuse, Stéphanie Trognon est nommée entraîneuse du FC Vendenheim.
Responsable du pôle espoir du Grand Est, elle est adjointe de la sélection française U17 depuis 2019,.

## Palmarès
Stéphanie Trognon remporte avec le FC Vendenheim le championnat de France féminin D2 2010-2011.